# Kaspisk måge
Kaspisk måge (Larus cachinnans) er en fugleart i familien mågefugle. Den har sin oprindelige udbredelse i det centrale Asien og har siden bredt sig til Østeuropa. Den ligner sølvmåge og middelhavssølvmåge. Kaspisk måge har dog et mere spinkelt næb og øjnene virker mørkere. Den har desuden en anden levevis, idet dens føde findes på landjorden og blandt andet består af smågnavere og insekter, ikke fisk og fiskeaffald som det er tilfældet for de to andre arter.

## Udskilt som art omkring 1999
Kaspisk måge blev tidligere betragtet som en underart indenfor samme art som sølvmåge og middelhavssølvmåge. Den blev omkring 1999 udskilt som en art. Dette skete, fordi kaspisk måge har en helt anden levevis og sjældent parrer sig med middelhavssølvmåge som den ligner mest. Blandt andet er fødevalget delvist forskelligt, ligesom kurtiseringsadfærd og valg af levested. Hvor de to arter lever side om side, får de to arter desuden ikke levedygtigt afkom.